# IAF エアロバティックチーム
IAF エアロバティックチーム (IAF Aerobatic Team)は、イスラエル航空宇宙軍の曲技飛行隊である。南部のハツェリム空軍基地に拠点を置き、2010年まではIAI ツヅキットを使用していた。2010年以降、T-6A テキサンIIに運用機種を変更した。

## 概要
IAF エアロバティックチームが拠点を置くハツェリム空軍基地にはイスラエル空軍フライトアカデミー、イスラエル空軍博物館も併設されている。IAFエアロバティックチームはイスラエル独立記念日の式典やイスラエル空軍の記念日での展示飛行の他、フライトアカデミーの卒業式でも展示飛行を行っている。現在のIAFエアロバティックチームはパイロット4名と、隊長機の後席に乗るナビゲーター1名で構成されており、いずれも現役のフライトアカデミー教官が兼務している。機体の塗装は基本的に他の練習機型と同じで、エアロバッティックチームとしての活動をしていない時には通常の練習機として兼用されている。現在のIAFエアロバティックチームの機体は赤・白の２色で塗装されているが、以前は青・白の塗装であった。

### エアロバティックチーム創設
イスラエル空軍で最初に編隊飛行を行うチームが編成されたのはイスラエル独立直後の1950年で、かつて練習機として使われていたPT-17を使用する小規模な曲技飛行チームとしてフライトアカデミー内に編成された。その後、非公式な展示飛行編隊がハイファ空港やラマト・ダヴィド空軍基地で活動を行うようになった。これらは2～4機のT-6G テキサン、スピットファイアIX、P-51D マスタングなどにより構成されていた。1954年8月18日、展示飛行のためラマト・ダヴィド空軍基地を離陸した3機のP-51D マスタングの内2機が飛行中に空中衝突し、両機のパイロットが死亡した。この事故を受けて、イスラエル空軍は正式なエアロバティックチームを創設することとなった。3ヵ月後、IAFアエロバティックチームがハツェリム空軍基地に編成された。装備機種はT-6G テキサンであった。

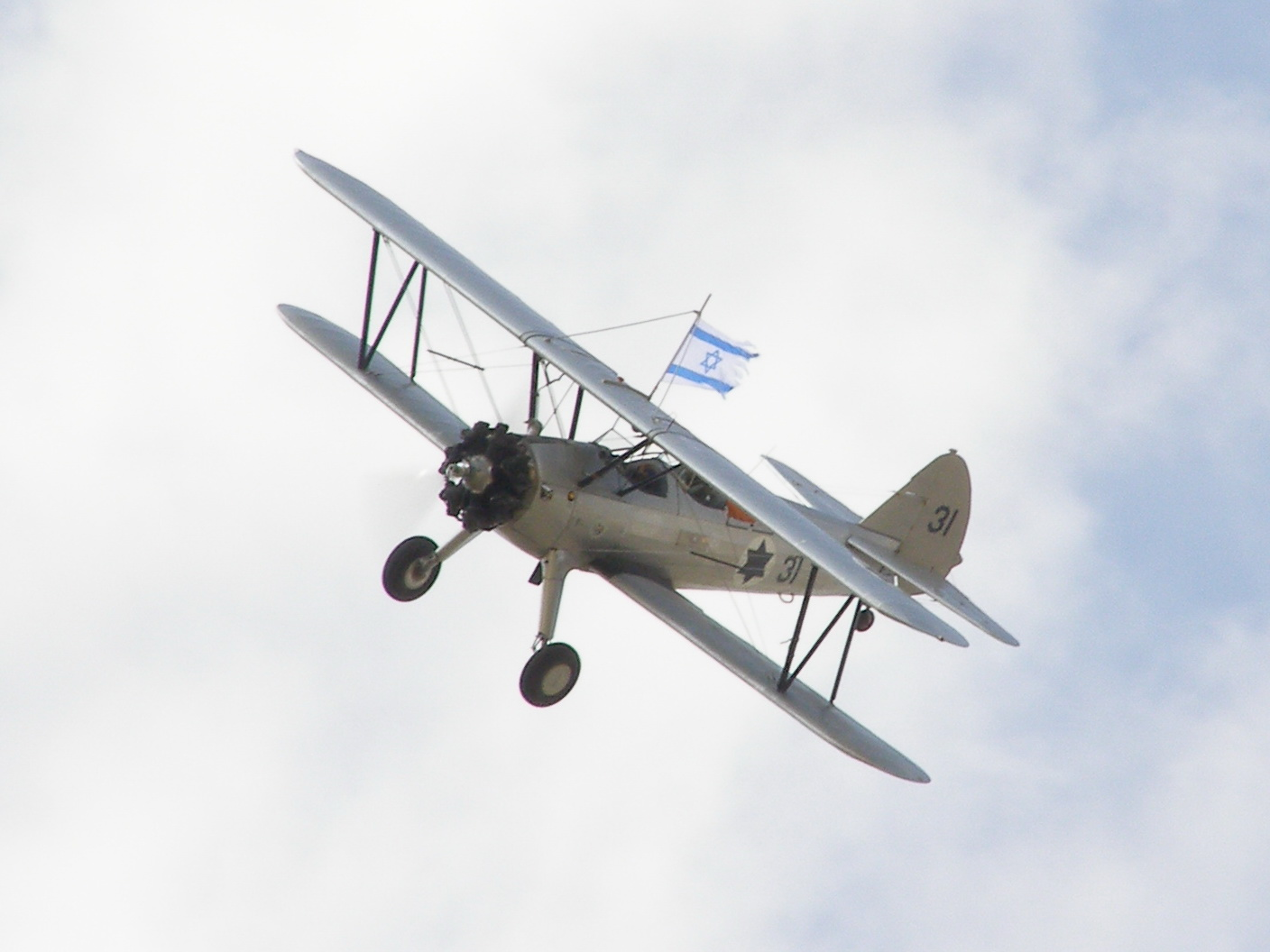
展示飛行を行うPT-17、2008年。
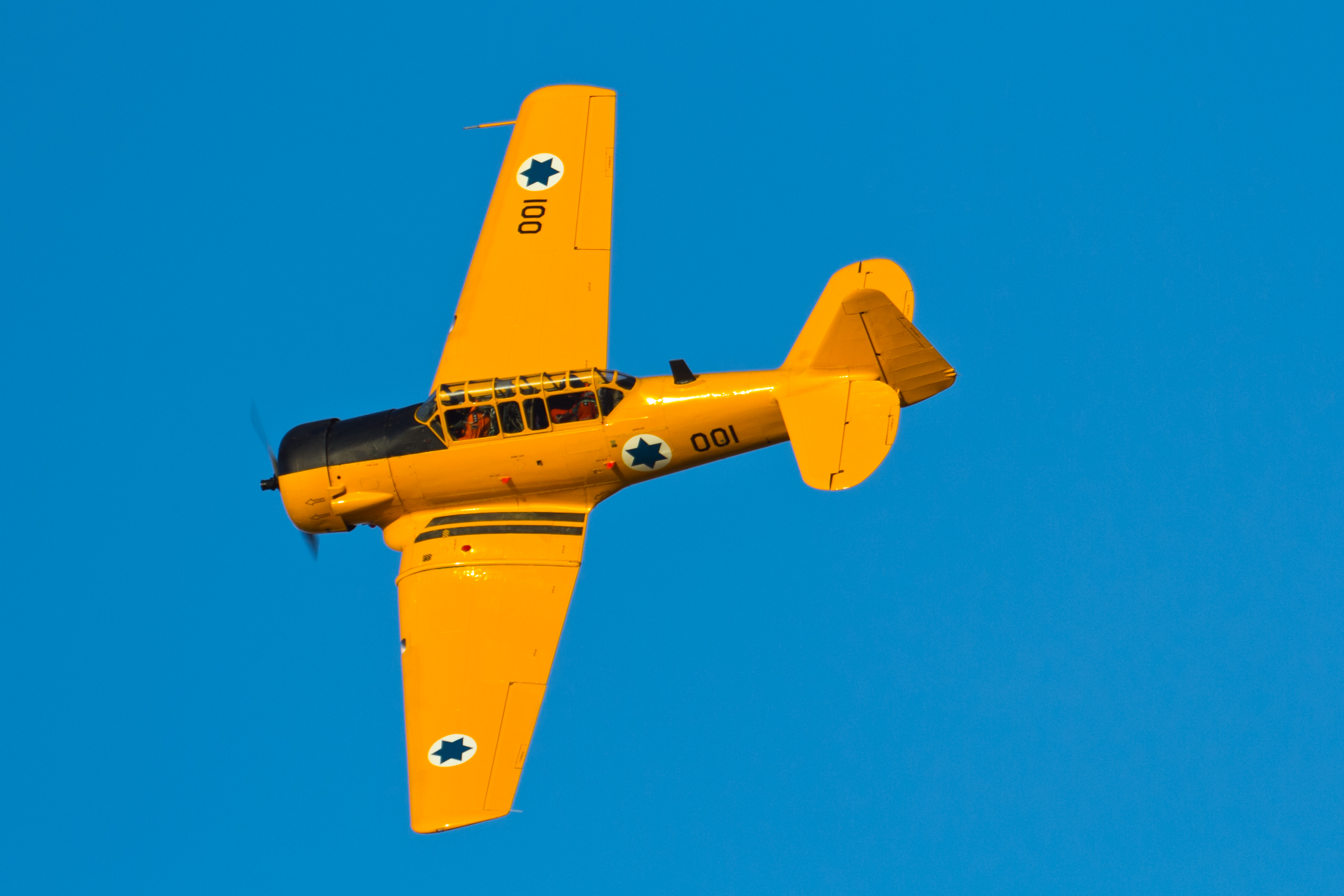
展示飛行を行うイスラエル空軍のT-6G テキサン、2013年。

### フーガ・マジステール / IAI ツヅキット運用時代
1960年代に入り、IAFエアロバティックチームの装備機はフーガ・マジステールに更新された。フーガ・マジステールは1950年代に初飛行しており、1960年代頃からイスラエル空軍でも練習機、あるいは軽攻撃機として運用されている。フーガ・マジステールは開発国のフランスにおいても、空軍の曲技飛行隊"パトルイユ・ド・フランス"で1980年頃まで使用されていた。
IAIツヅキットはフランスで開発されたフーガ・マジステールをイスラエル・エアロスペース・インダストリーズがライセンス生産した発展改良型のジェット練習機で、イスラエル空軍の練習機として1980年代より運用されている。IAI ツヅキットの部隊配備は1983年に開始され1986年に完了した。IAFエアロバティックチームの装備機種も同じ時期にフーガ・マジステールからIAIツヅキットに更新された。

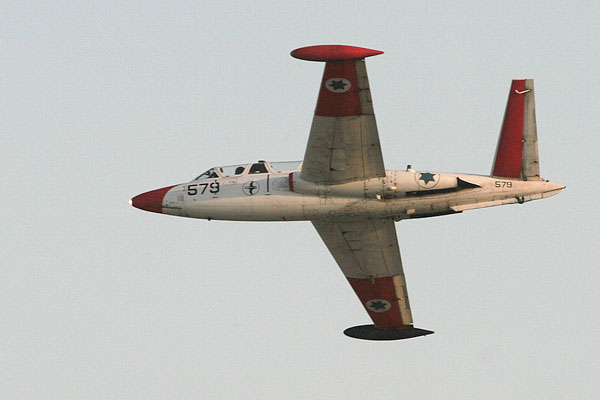
展示飛行を行うツヅキット、2007年。
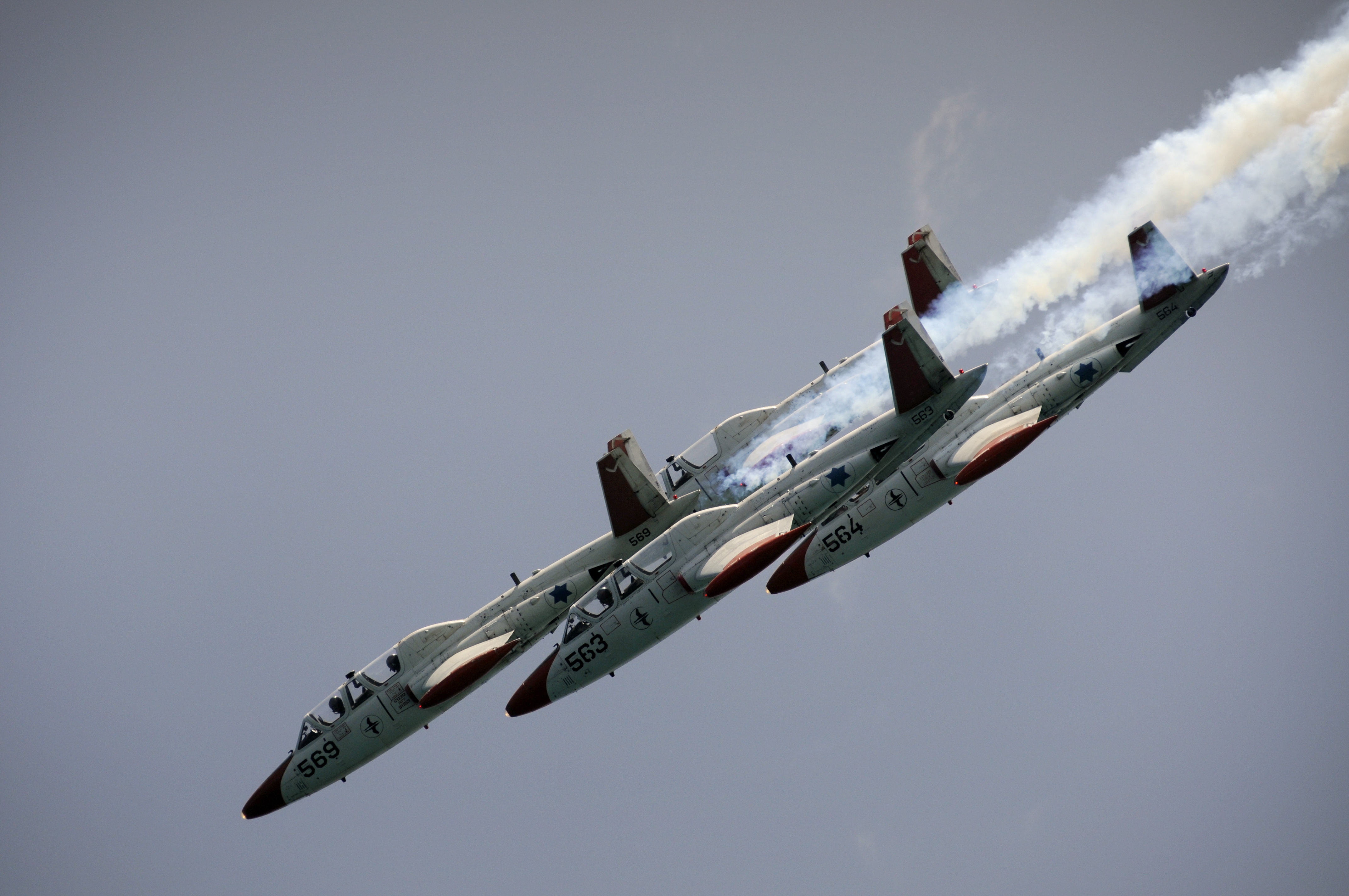
展示飛行を行うツヅキット、2009年。
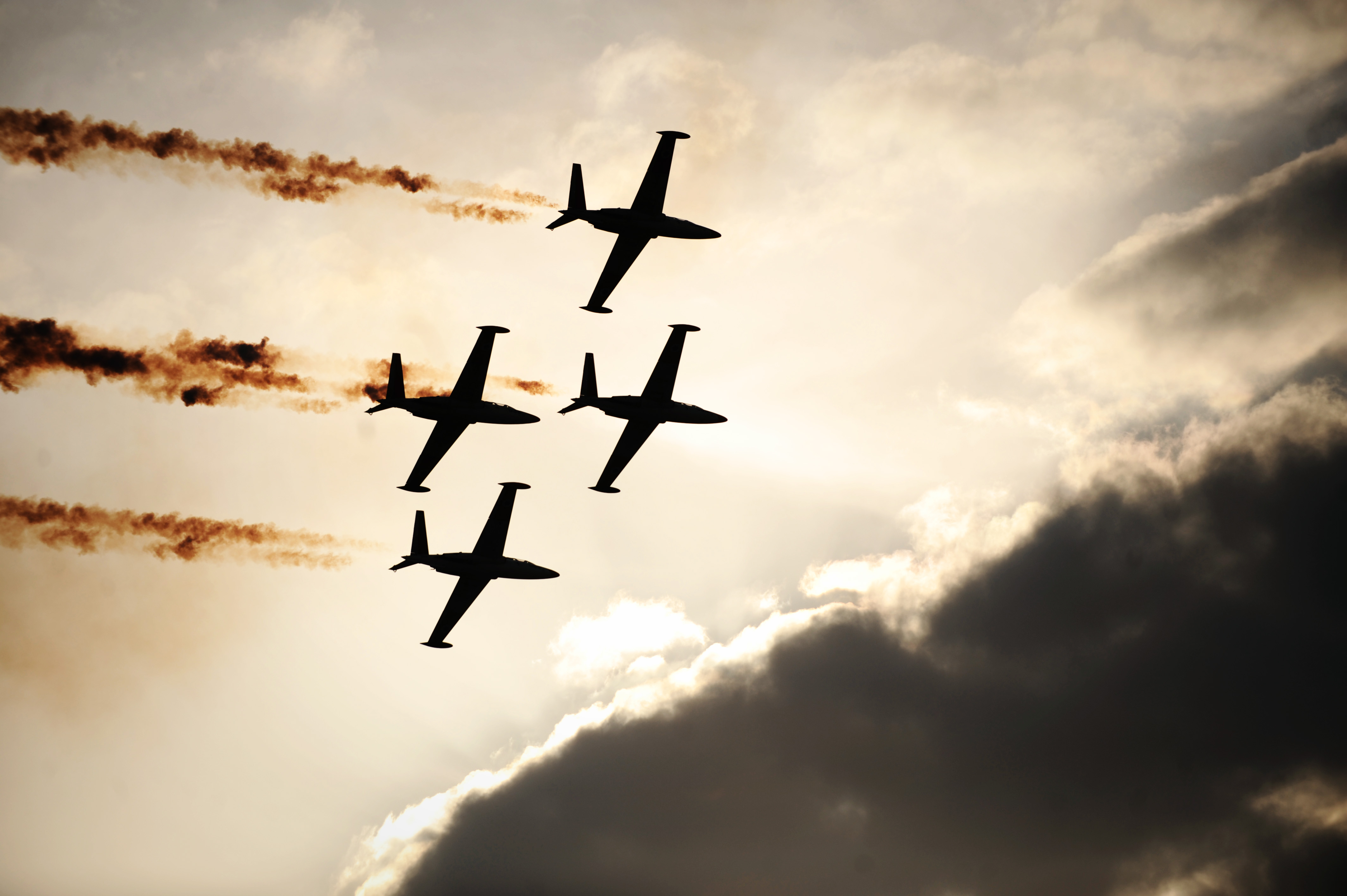
展示飛行を行うツヅキット、2009年。
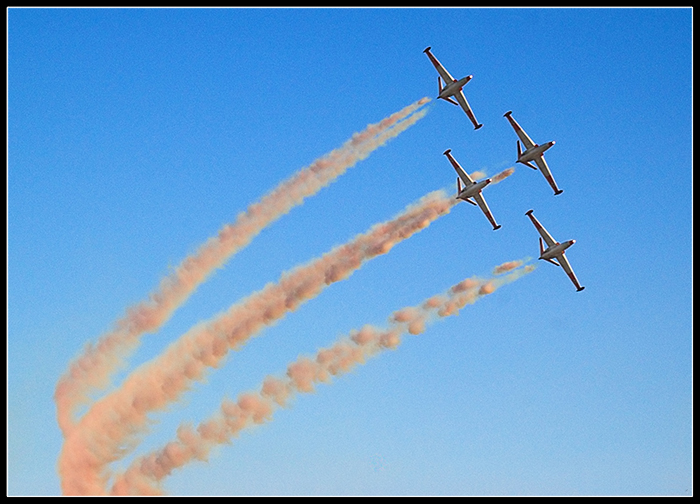
展示飛行を行うマジステール/ツヅキット
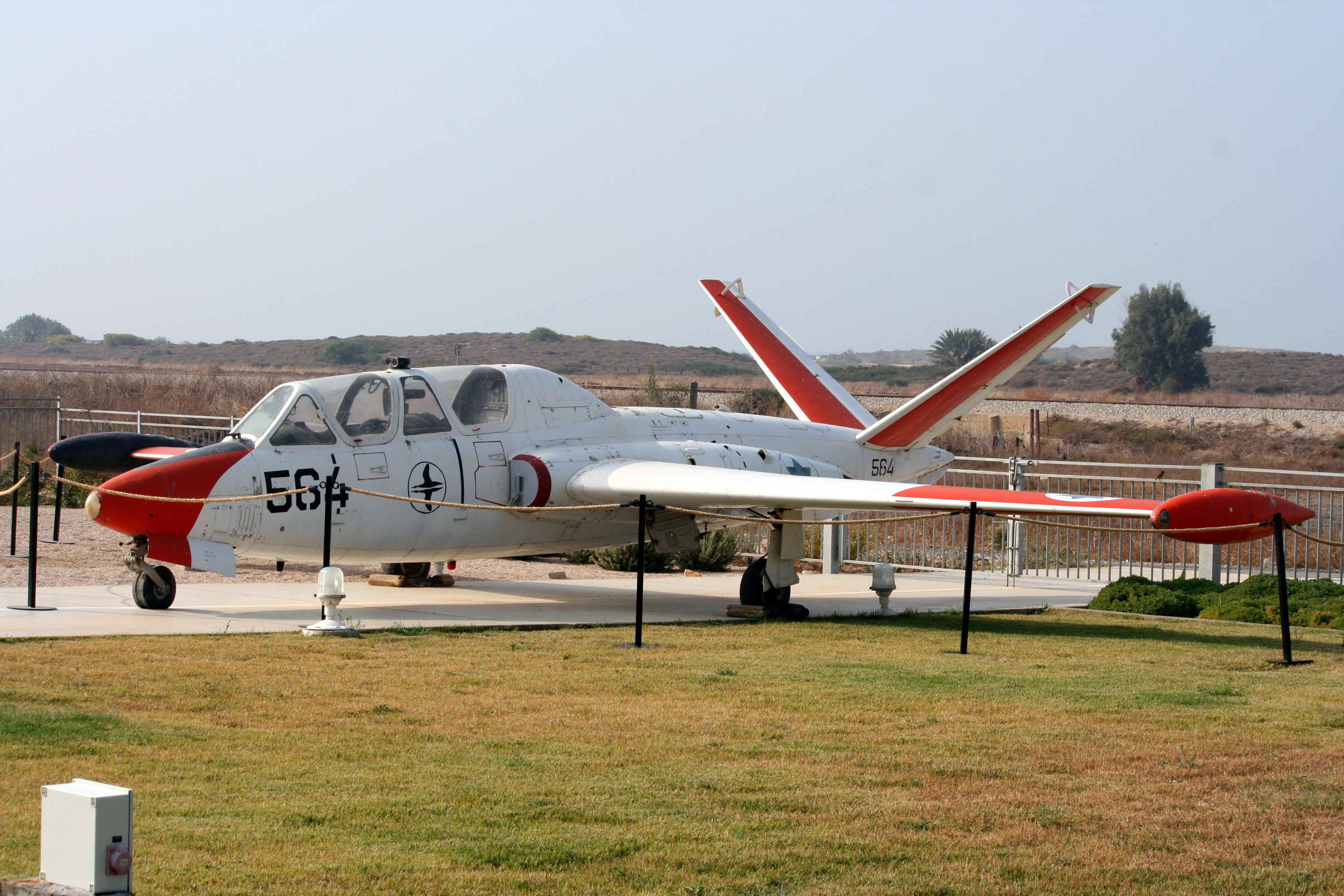
地上展示されているフーガ・マジステール

### ビーチ T-6A テキサンII 運用時代
T-6A テキサンIIはスイスのピラタス社が開発したターボプロップ練習機であるピラタス PC-9を、レイセオン・ビーチ（現、ビーチクラフト）がアメリカ軍向けに改修した練習機で、アメリカ軍に1999年から配備されている。イスラエル空軍でも2009年からIAIツヅキットの後継機種として配備されており、エアロバッティックチームも保有する4機のツヅキットを、2010年頃にT-6Aに更新した。
テキサンとPT-17は引き続き利用されているが曲技飛行は行わず、2機で編隊を組んで飛行するに留めている。またPT-17は上部主翼に国旗を立てて飛行する。

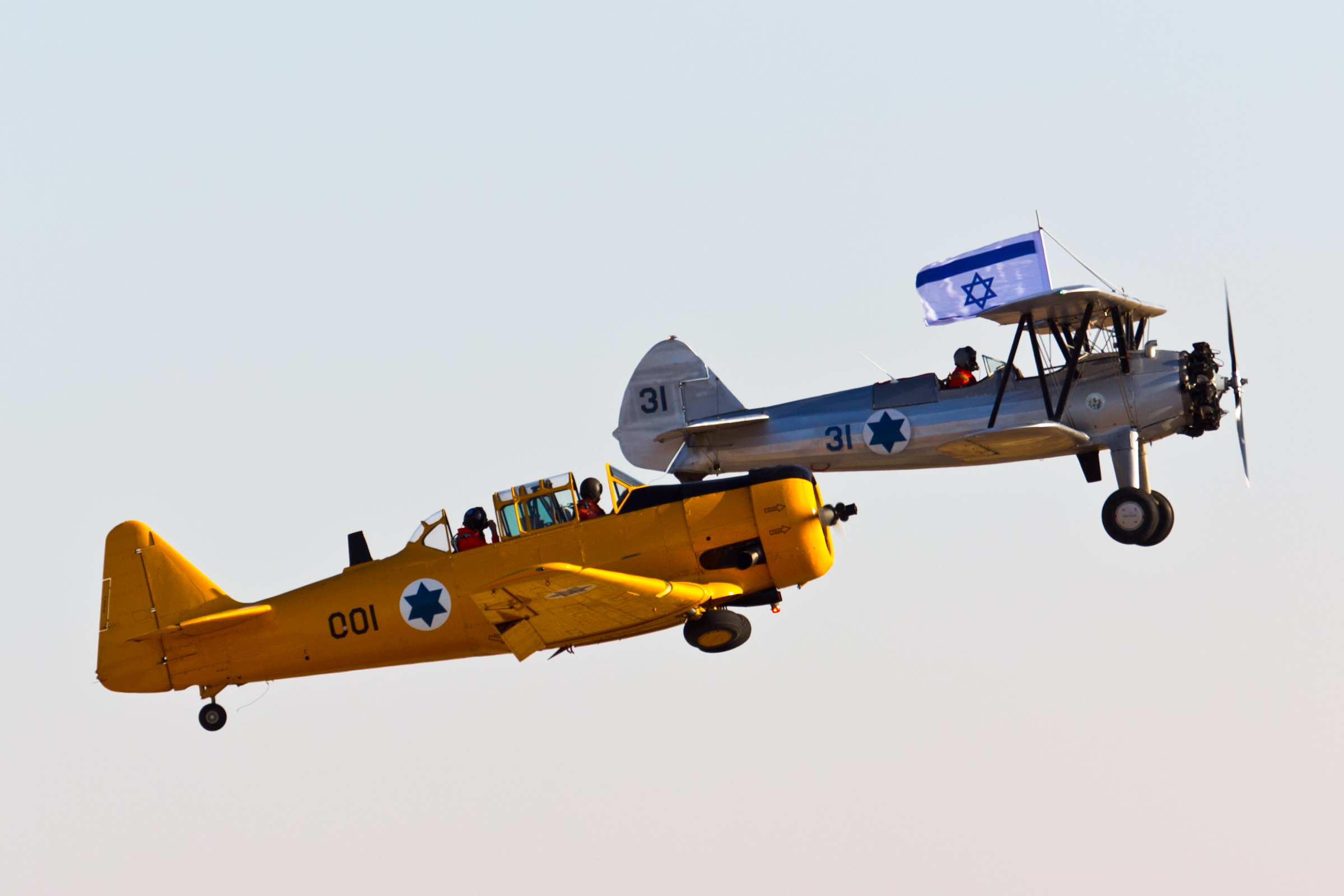
展示飛行を行うPT-17とT-6G テキサン、2013年。
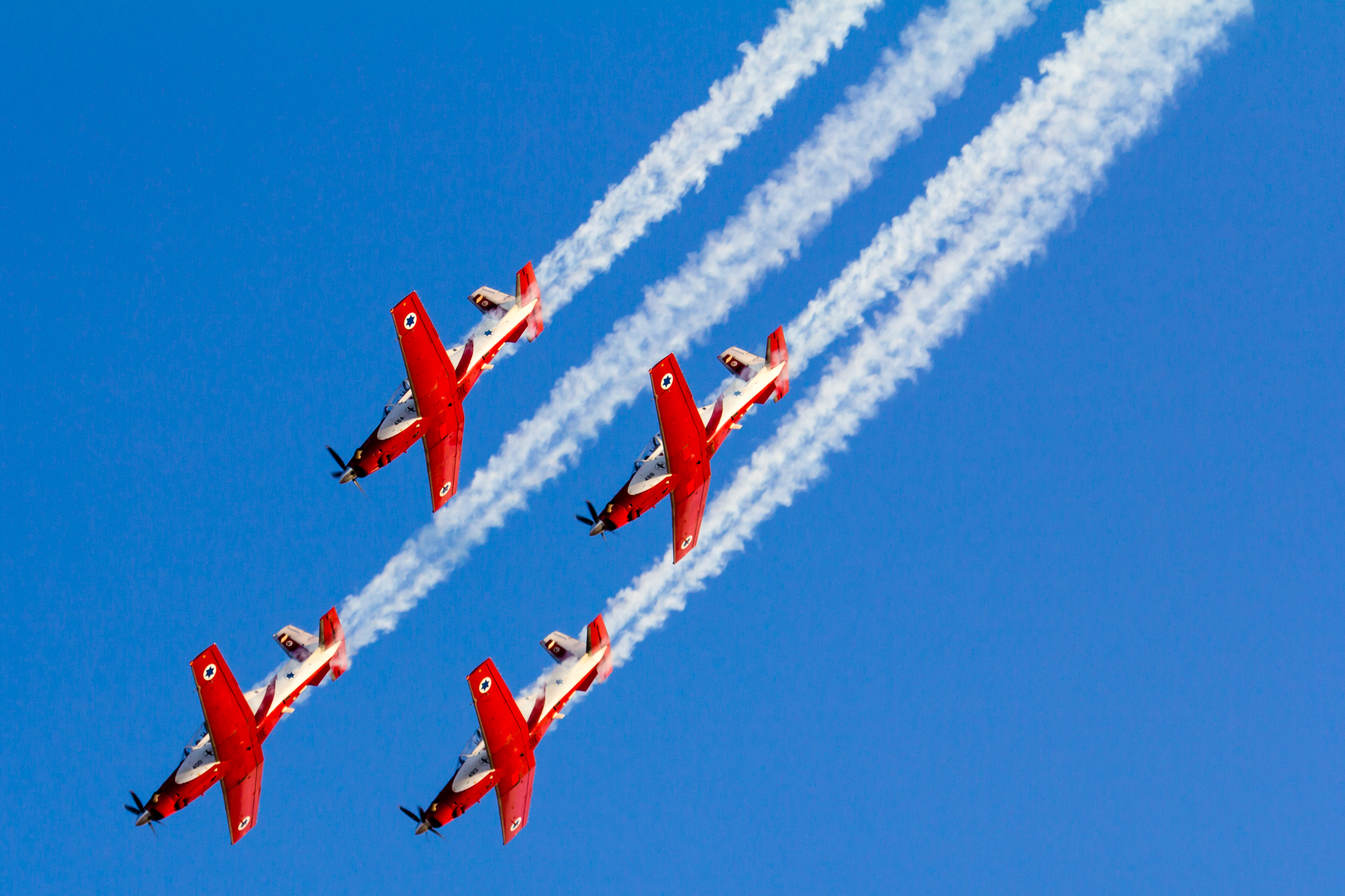
展示飛行を行うT-6A テキサンII、2015年。
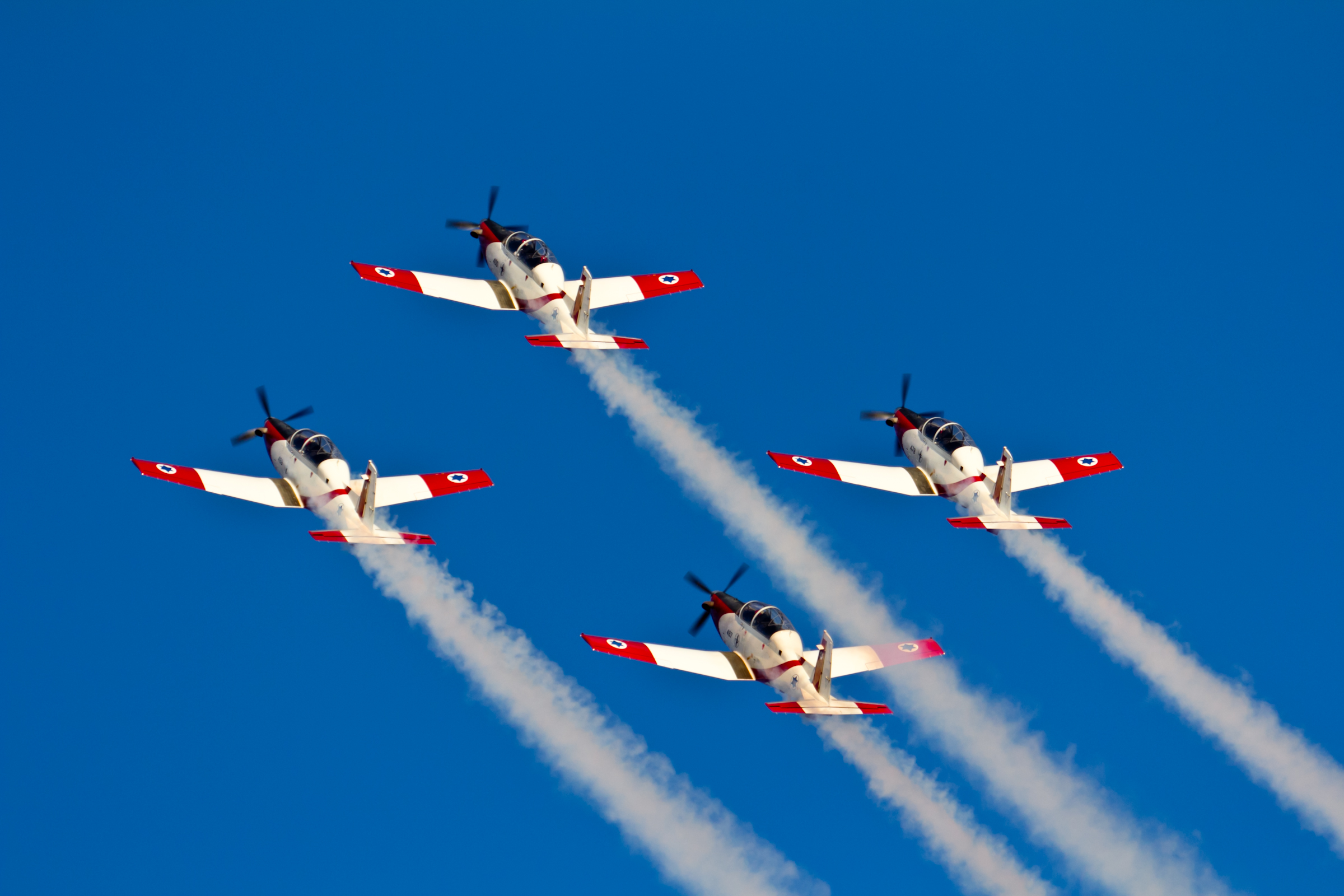
展示飛行を行うT-6A テキサンII、2015年。
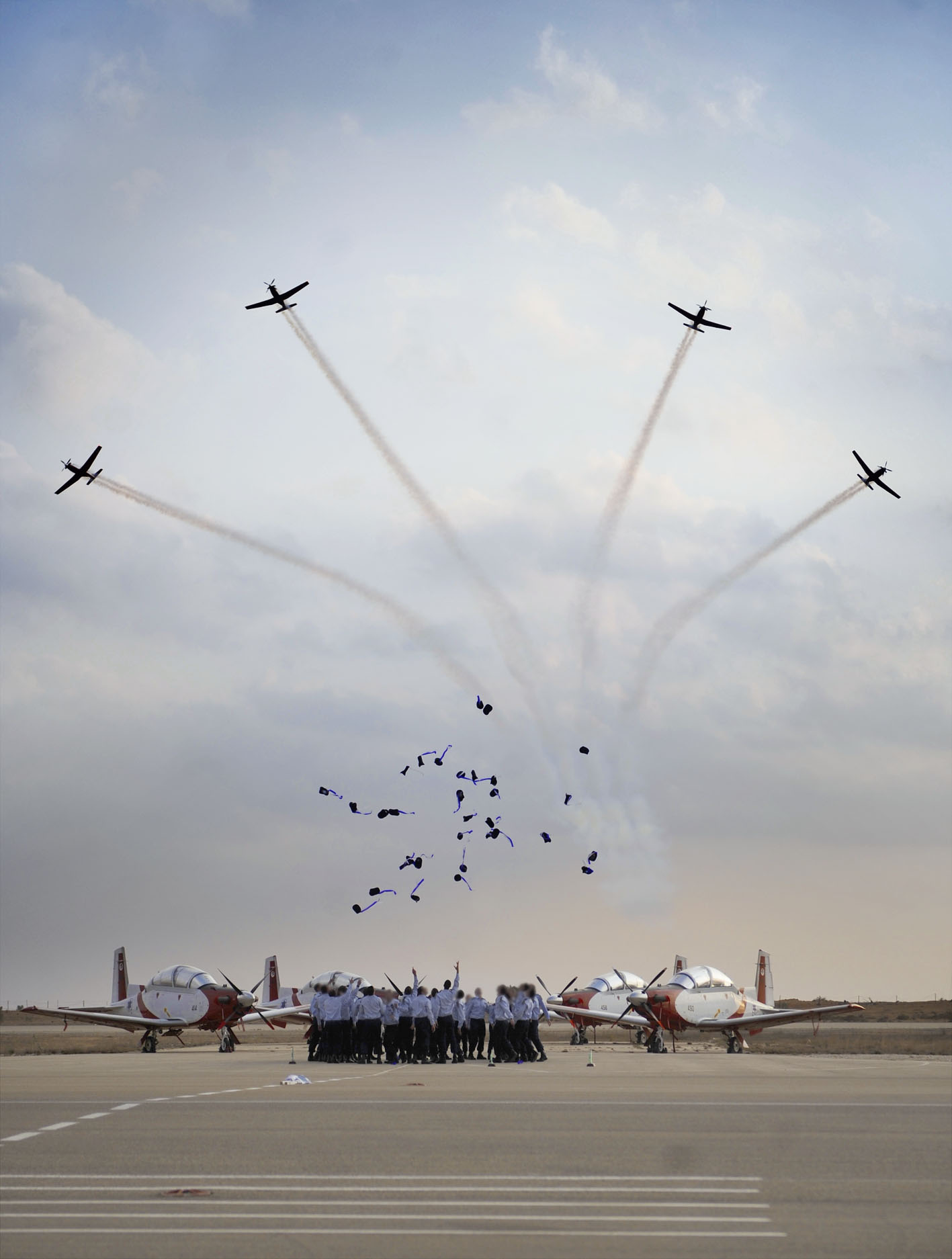
フライトアカデミー卒業式で展示飛行を行うT-6A テキサンII、2010年。
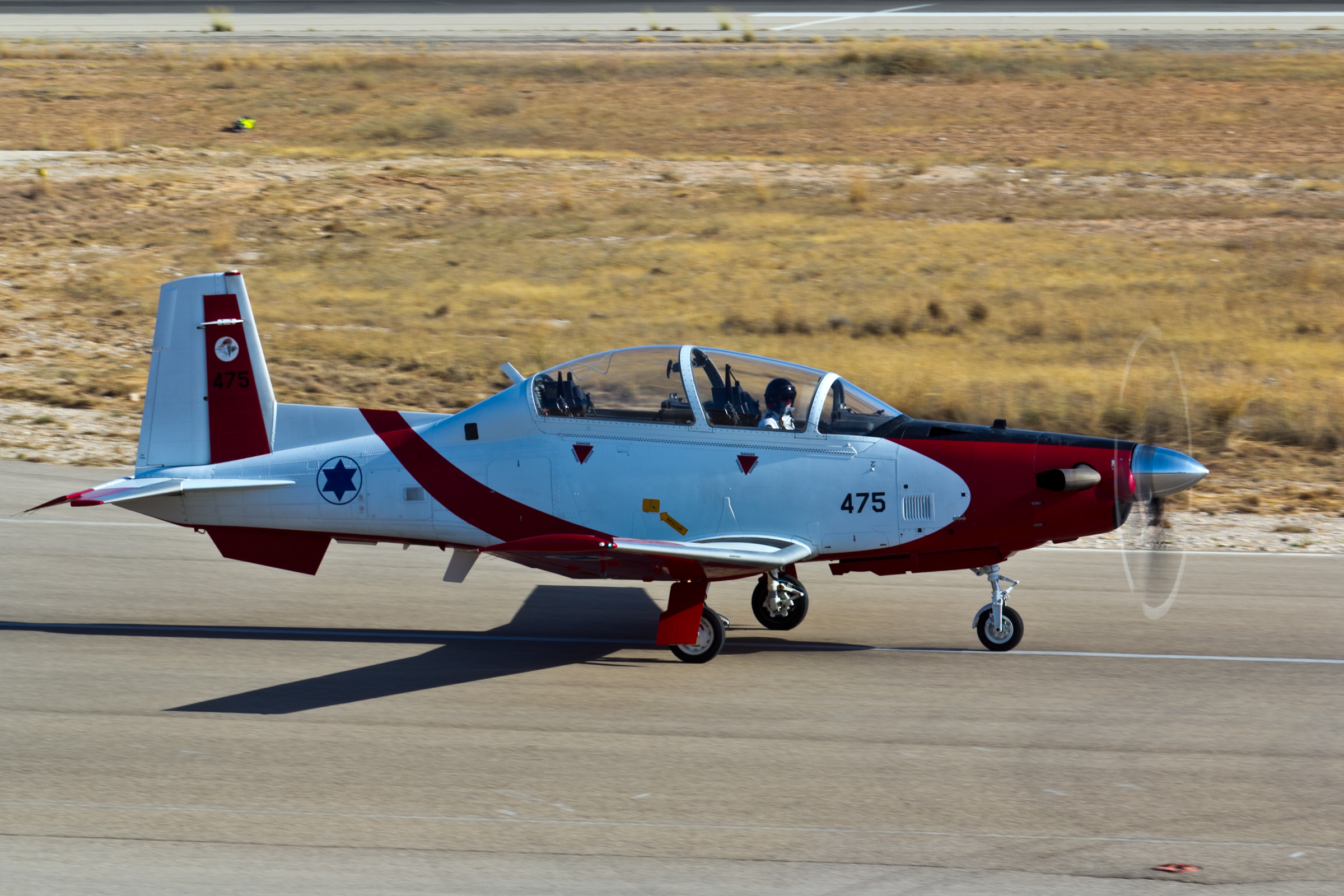
イスラエル空軍のT-6A テキサンII。
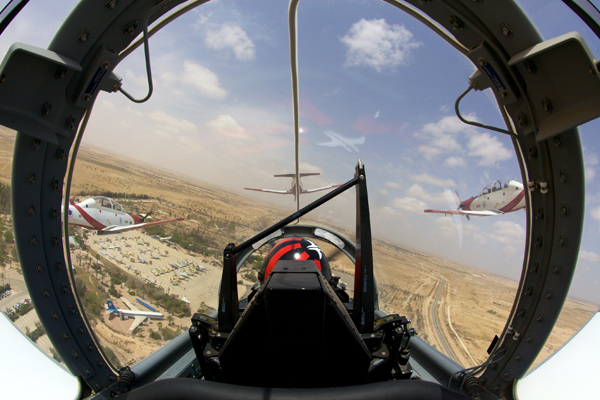
展示飛行中のT-6A テキサンII　コクピットからの写真。